# Pseudantechinus roryi
Pseudantechinus roryi är en pungdjursart som beskrevs av Cooper, Aplin och Adams 2000. Pseudantechinus roryi ingår i släktet Pseudantechinus och familjen rovpungdjur. IUCN kategoriserar arten globalt som livskraftig. Inga underarter finns listade. Artepitet i det vetenskapliga namnet syftar på Rory Cooper. Han är sonen till en av zoologerna som beskrev arten. Dessutom är rory ordet för röd i de gaeliska språken, vad som hänvisar till djurets pälsfärg.
Pungdjuret förekommer i nordvästra Australien och på mindre öar i samma region. Arten vistas där i klippiga områden som är täckta av gräs några träd. Honor föder upp till sex ungar per kull.
Arten når en kroppslängd (huvud och bål) av 77 till 90 mm samt en svanslängd av 66 till 88 mm och några honor är mindre än hannarna. Ovansidan är täckt av rödbrun päls med några mörkare hår inblandade. På undersidan samt på händernas och fötternas ovansida förekommer vit päls. Typisk är en orange fläck bakom varje öra. Även svansen är uppdelad i en brunaktig ovansida och en vitaktig undersida. Den är nära bålen tjock och vid spetsen smal. Honor har en väl utvecklad pung (marsupium) med 6 spenar. Enligt genetiska undersökningar kan hela populationen i framtiden delas i tre arter.
Antagligen har arten samma levnadssätt som andra släktmedlemmar, bland annat med insekter som föda.